# بخش بیجاپور (چاتیسگر)
بخش بیجاپور (به انگلیسی: Bijapur district) یک منطقهٔ مسکونی در هند است که در Bastar Division واقع شده‌است. بخش بیجاپور ۶٬۵۶۲٫۴۸ کیلومتر مربع مساحت و ۲۵۵٬۲۳۰ نفر جمعیت دارد.